# Rosa zhongdianensis
Rosa zhongdianensis är en rosväxtart som beskrevs av Tsue Chih Ku. Rosa zhongdianensis ingår i släktet rosor, och familjen rosväxter. Inga underarter finns listade i Catalogue of Life.